# Arronches e Benfica
Sport Arronches e Benfica ist ein portugiesischer Fußballverein aus dem nahe der Grenze zu Spanien gelegenen Arronches.

## Geschichte und Hintergrund
Sport Arronches e Benfica wurde am 1. April 1939 als Filialverein von Benfica Lissabon gegründet. Der Klub spielte in der Folge lange Zeit nur auf regionaler Ebene in den Spielklassen des Distrikts Portalegre. 2022 gewann die Mannschaft die Regionalmeisterschaft und stieg in das Campeonato de Portugal als niedrigste vom Federação Portuguesa de Futebol national organisierte Spielklasse auf. Der Liganeuling gewann jedoch in der  Spielzeit 2022/23 nur fünf Saisonspiele und gehörte neben GD Coruchense, União Desportiva da Serra, GS Loures und CD Alcains sowie dem vorzeitig aus dem Spielbetrieb zurückgezogenen Rio Maior SC zu den Absteigern. Anschließend gelang dem Klub jedoch der direkte Wiederaufstieg.
Seine Heimspiele trägt Sport Arronches e Benfica im Estádio Municipal Francisco Palmeiro aus. Das Stadion bietet rund um einen Kunstrasenplatz zirka 3000 Zuschauern Platz.
Die Trikotfarben sind an die Farben von Benfica Lissabon angelehnt, der Klub spielt daher in roten Trikots mit weißen Hosen.